# L'Automne du patriarche
L'Automne du patriarche (El otoño del patriarca) est un roman de langue espagnole, écrit par le romancier, nouvelliste et journaliste colombien Gabriel García Márquez, prix Nobel de littérature en 1982. García Márquez a commencé à écrire cette œuvre en 1968 et a déclaré l'avoir terminée en 1971. Cependant, il a continué à peaufiner son roman jusqu'en 1975, année où il fut publié en Espagne.

## Personnages
Personnages principaux :
- Le dictateur : nommé une seule fois dans tout le roman (Zacarias), il s'agit d'un ancien général qui ne se souvient pas de son nom. Il dirige un pays des Caraïbes qui n'est pas nommé non plus. Il n'a pas reçu d'éducation scolaire, et c'est sa compagne Leticia Nazareno qui lui a appris à lire et à écrire. Il a été conduit au pouvoir à la suite d'un coup d’État par les gringos.
- Bendición Alvarado : mère du dictateur, qui vit dans la pauvreté. Elle ignore jusqu'à sa mort que son fils a mis à son nom la plupart des richesses du pays. Son fils lui rend visite régulièrement. Après sa mort, il cherche à la faire canoniser.
- Leticia Nazareno : compagne du président. Gagnant en influence auprès de lui, elle rétablit l'influence de l'Église après la rupture des relations de son pays avec le Vatican ayant suivi le refus de la canonisation de la mère du général. Elle et son fils sont assassinés, dévorés par des chiens entraînés.

Autres personnages :
- Manuela Sanchez : citoyenne dont le dictateur tombe amoureux. Mais celle-ci disparaît mystérieusement.
- Patricio Aragonés : sosie du dictateur, le remplaçant régulièrement dans les cérémonies officielles.
- Rodrigo de Aguilar : général et homme de confiance du dictateur, jusqu'à ce que celui-ci découvre qu'il est aussi mêlé à diverses conspirations. Assassiné, il est présenté comme plat principal lors d'un banquet avec les généraux.
- José Ignacio Saenz de la Barra : chef de la police politique chargée de réprimer les opposants. Très brutal, il s'acquitte de sa tâche avec tant d'efficacité qu'il finit par inquiéter son maître. Ce dernier l'élimine en le faisant lyncher par la population.

## Thématiques
L'Automne du patriarche aborde la thématique du pouvoir et de l'isolement qui en résulte. Déconnecté des réalités, le dictateur ne connaît même plus son âge, et une allusion est régulièrement faite au "centenaire" de son accession au pouvoir, ajoutant à l'invraisemblable de l'histoire. On retrouve là le réalisme magique propre à García Márquez.
Le style se caractérise par des phrases très longues, et la présence d'un seul paragraphe par chapitre (le livre en comptant une dizaine). Dans une même phrase l'auteur alterne les points de vue et les personnages parlant.[Interprétation personnelle ?]
D'après America, le personnage du dictateur mêlerait des aspects de Rafael Trujillo de République dominicaine, Fulgencio Batista de Cuba et Anastasio Somoza García du Nicaragua.[réf. nécessaire]

García Márquez a donné sa propre explication de l'intrigue :
« Mon intention a toujours été de produire une synthèse de tous les dictateurs d'Amérique Latine, et en particulier ceux des Caraïbes. Néanmoins, la personnalité de Juan Vicente Gómez [du Venezuela] était si forte, outre le fait qu'il exerçait sur moi une véritable fascination, qu'indubitablement le Patriarche a beaucoup plus de lui que de n'importe quel autre dictateur. »

## Source
- (es) Cet article est partiellement ou en totalité issu de l’article de Wikipédia en espagnol intitulé « El otoño del patriarca » (voir la liste des auteurs).